# Veludo Azul
Veludo Azul (em inglês: Blue Velvet) é um filme de suspense e mistério neo-noir de 1986, dirigido e escrito por David Lynch. Estrelado por Kyle MacLachlan, Isabella Rossellini, Dennis Hopper e Laura Dern, leva o nome da canção de 1951 com o mesmo nome, interpretada por Bobby Vinton. A obra segue um jovem estudante universitário que, voltando para casa para visitar seu pai doente, descobre uma orelha humana decepada em um campo, que, por sua vez, o leva a descobrir uma vasta conspiração criminosa e a iniciar um relacionamento romântico com uma problemática cantora de boate.
O roteiro de Blue Velvet foi divulgado várias vezes no final dos anos 1970 e início dos anos 1980, com vários grandes estúdios recusando-o devido ao seu forte conteúdo sexual e violento.  Após o fracasso de seu filme Dune (1984), Lynch fez tentativas de desenvolver uma "história mais pessoal", um tanto característica do estilo surrealista exibido em seu primeiro filme Eraserhead (1977). O estúdio independente De Laurentiis Entertainment Group, de propriedade na época do produtor cinematográfico italiano Dino De Laurentiis, concordou em financiar e produzir o filme.
Blue Velvet inicialmente recebeu uma resposta crítica dividida, com muitos afirmando que seu conteúdo explícito servia a poucos propósitos artísticos. Mesmo assim, o filme rendeu a Lynch sua segunda indicação ao Oscar de melhor diretor e recebeu os prêmios de melhor filme e melhor diretor do ano da Sociedade Nacional de Críticos de Cinema. Como exemplo de elenco de diretor contra a norma, foi creditado por revitalizar a carreira de Hopper e por fornecer a Rossellini uma saída dramática além de seu trabalho anterior como modelo e porta-voz de cosméticos. Nos anos seguintes, o filme foi reavaliado e amplamente considerado como uma das principais obras de Lynch e um dos maiores filmes da década de 1980. Publicações incluindo Sight & Sound, Time, Entertainment Weekly e BBC Magazine classificaram-no entre os maiores filmes americanos de todos os tempos. Em 2008, foi escolhido pelo American Film Institute como um dos dez maiores filmes de mistério dos Estados Unidos.
A música "In Dreams" de Roy Orbison também ocupa um papel proeminente no filme.

## Sinopse
Sob a aparente serenidade de uma pequena cidade, existe um mundo obscuro no qual os inocentes não ousam se aventurar e onde o imprevisto é normal. É o reino assustador de Veludo Azul. Obra de David Lynch. Veludo Azul é uma "mistura chocante, profundamente perturbadora e assustadora entre os sentimentos sinceros e os horrorizantes" (Newsweek). 
O inocente Jeffrey Beaumont (Kyle MacLachlan) percebe que sua perfeita cidade natal não é tão normal assim, quando ele descobre uma orelha humana em um terreno baldio. Sua investigação o leva a um tentador e erótico mistério envolvendo uma perturbada cantora de boate (Isabella Rossellini) e um sádico viciado (Dennis Hopper). Logo Jeffrey passa a fazer cada vez mais parte da depravada existência desse estranho par... até um ponto sem volta.

## Elenco
- Isabella Rossellini como Dorothy Vallens
- Kyle MacLachlan como Jeffrey Beaumont
- Dennis Hopper como Frank Booth
- Laura Dern como Sandy Williams
- Hope Lange como Mrs. Pam Williams
- Dean Stockwell como Ben
- George Dickerson como Detetive John Williams
- Priscilla Pointer como Mrs. Frances Beaumont
- Frances Bay como Tia Barbara
- Jack Harvey como  Mr. Tom Beaumont
- Ken Stovitz como Mike Shaw
- Brad Dourif como Raymond
- Jack Nance como Paul
- J. Michael Hunter como caçador
- Dick Green como Don Vallens
- Fred Pickler como Detetive Tom Gordon, o "homem amarelo"
- Jon Jon Snipes como pequenoDonnie

## Produção

### Origem
A história do filme originou-se de três ideias que se cristalizaram na mente do cineasta durante um período que começou em 1973. A primeira ideia era apenas "um sentimento" e o título, como Lynch disse ao Cinéaste em 1987. A segunda ideia era a imagem de uma orelha humana decepada caída em um campo: "Não sei por que tinha que ser uma orelha. Exceto que precisava ser uma abertura em uma parte do corpo, um buraco em outra coisa... A orelha fica na cabeça e vai direto para a mente, então parecia perfeito", comentou Lynch em uma entrevista de 1986 ao The New York Times. A terceira ideia foi a versão de "Blue Velvet" de Bobby Vinton e "o clima que veio com aquela música, um clima, coisas que eram daquela época".
A cena em que Dorothy aparece nua do lado de fora foi inspirada em uma experiência da vida real que Lynch teve durante a infância, quando ele e seu irmão viram uma mulher nua andando pela rua de um bairro à noite. A experiência foi tão traumática para o jovem Lynch que o fez chorar, e ele nunca a esqueceu.
Depois de completar The Elephant Man (1980), Lynch chamou o produtor Richard Roth para tomar um café. Roth leu e gostou do roteiro de Ronnie Rocket de Lynch, mas não achou que fosse algo que ele quisesse produzir. Ele perguntou a Lynch se o cineasta tinha algum outro roteiro, mas o diretor só teve ideias: "Eu disse a ele que sempre quis entrar furtivamente no quarto de uma garota para observá-la noite adentro e que, talvez, em um momento ou outro, eu veria algo que seria a pista para um mistério de assassinato. Roth adorou a ideia e me pediu para escrever um tratamento. Fui para casa e pensei na orelha do campo." A produção foi anunciada em agosto de 1984. Lynch escreveu mais dois rascunhos antes de ficar satisfeito com o roteiro do filme. O problema com eles, disse Lynch, era que "talvez houvesse todo o desagrado no filme, mas nada mais. Muita coisa não estava lá. E então tudo desapareceu por um tempo". As condições neste momento eram ideais para o filme de Lynch: ele havia feito um acordo com Dino De Laurentiis que lhe dava total liberdade artística e privilégios de corte final, com a estipulação de que o cineasta recebesse uma redução em seu salário e trabalhasse com um orçamento de apenas US$ 6 milhões. Este acordo significou que Blue Velvet foi o menor filme da lista de De Laurentiis. Consequentemente, Lynch ficaria praticamente sem supervisão durante a produção. "Depois de Dune eu estava tão deprimido que tudo estava em alta! Então foi apenas uma euforia. E quando você trabalha com esse tipo de sentimento, você pode arriscar. Você pode experimentar."

### Escolha do elenco
O elenco de Blue Velvet incluía vários atores então relativamente desconhecidos. Lynch conheceu Isabella Rossellini em um restaurante e ofereceu-lhe o papel de Dorothy Vallens. Helen Mirren foi a primeira escolha de Lynch para o papel. Rossellini ganhou alguma exposição antes do filme por seus anúncios da Lancôme no início dos anos 1980 e por ser filha da atriz Ingrid Bergman e do diretor Roberto Rossellini. Após a conclusão do filme, durante as exibições de teste, a ICM Partners – agência que representa Rossellini – imediatamente a abandonou como cliente. Além disso, as freiras da escola em Roma que Rossellini frequentou na juventude telefonaram para dizer que estavam rezando por ela.
Kyle MacLachlan desempenhou o papel central no fracasso comercial e crítico de Lynch, Dune (1984), um épico de ficção científica baseado no romance de mesmo nome. MacLachlan mais tarde tornou-se um colaborador recorrente de Lynch, que comentou: "Kyle interpreta inocentes que estão interessados nos mistérios da vida. Ele é a pessoa em quem você confia o suficiente para entrar em um mundo estranho."
Dennis Hopper foi o ator mais conhecido do filme, tendo dirigido e estrelado Easy Rider (1969). Hopper – considerado a terceira escolha de Lynch (Michael Ironside afirmou que Frank foi escrito pensando nele) – aceitou o papel, supostamente tendo exclamado: "Tenho que interpretar Frank! Eu sou Frank!". Harry Dean Stanton e Steven Berkoff recusaram o papel de Frank por causa do conteúdo violento do filme. Laura Dern, então com 18 anos, foi escalada para o papel de Sandy depois que várias atrizes já de sucesso recusaram o papel; entre elas estava Molly Ringwald.

### Filmagens
As filmagens de Blue Velvet começaram em agosto de 1985 e foram concluídas em novembro. O filme foi rodado no estúdio EUE/Screen Gems em Wilmington, Carolina do Norte, que também forneceu as cenas externas de Lumberton. A cena com Dorothy estuprada e espancada provou ser particularmente desafiadora. Vários moradores da cidade chegaram para assistir às filmagens com cestas de piquenique e tapetes, contra a vontade de Rossellini e Lynch. No entanto, eles continuaram filmando normalmente e, quando Lynch gritou corta, os habitantes da cidade foram embora. Como resultado, a polícia disse a Lynch que não tinha mais permissão para atirar em áreas públicas de Wilmington.
Os Carolina Apartments, no centro de Wilmington, serviram como prédio de apartamentos de Dorothy, com a fonte Kenan adjacente aparecendo com destaque em muitas fotos. O edifício também é o local de nascimento e morte do famoso artista Claude Howell. O prédio de apartamentos existe hoje, e a fonte Kenan foi reformada em 2020 após sofrer graves danos durante o furacão Florence.

### Edição
O corte original de Lynch durou aproximadamente quatro horas. Ele foi contratualmente obrigado a entregar um filme de duas horas a De Laurentiis e cortar muitas pequenas subtramas e cenas de personagens. Ele também fez cortes a pedido da Motion Picture Association (MPAA). Por exemplo, quando Frank dá um tapa em Dorothy após a primeira cena de estupro, o público deveria ver Frank realmente batendo nela. Em vez disso, o filme corta para Jeffrey no armário, estremecendo com o que acabou de ver. Este corte foi feito para satisfazer as preocupações da MPAA sobre a violência, embora Lynch pensasse que a mudança tornou a cena mais perturbadora.
Em 2011, Lynch anunciou que imagens das cenas excluídas, há muito consideradas perdidas, haviam sido descobertas. O material foi posteriormente incluído no lançamento do filme em Blu-ray. Entre as filmagens excluídas estava Megan Mullally como a namorada de faculdade de Jeffrey, Louise Wertham, cujo papel inteiro foi cortado do lançamento nos cinemas. A versão final do filme dura pouco mais de duas horas.
Como o material era completamente diferente de tudo que seria considerado mainstream na época, os funcionários de marketing do De Laurentiis Entertainment Group não tinham certeza de como promover o filme, ou mesmo se ele seria promovido; só depois da recepção positiva que o filme recebeu em vários festivais de cinema é que começaram a promovê-lo.

## Interpretações
Apesar da aparência inicial de Blue Velvet como um mistério, o filme opera em vários níveis temáticos. O filme tem uma grande dívida com o cinema noir dos anos 1950, contendo e explorando convenções como a femme fatale (Dorothy Vallens), um vilão aparentemente imparável (Frank Booth) e a perspectiva moral questionável do herói (Jeffrey Beaumont), bem como seu uso incomum de cinematografia sombria. Blue Velvet estabelece a famosa "visão distorcida" de Lynch e introduz vários elementos comuns de seu trabalho, alguns dos quais mais tarde se tornariam sua marca registrada, incluindo personagens distorcidos, um mundo polarizado e danos debilitantes ao crânio ou ao cérebro. Talvez a marca registrada mais significativa de Lynch no filme seja a descoberta de um ponto fraco em uma pequena cidade aparentemente idealizada; Jeffrey até proclama no filme que está "vendo algo que sempre esteve escondido". A caracterização de filmes, símbolos e motivos de Lynch tornou-se bem conhecida, e seu estilo particular, caracterizado em grande parte em Blue Velvet pela primeira vez, foi escrito extensivamente usando descrições como "onírico", "ultraestranho", "escuro" e "excêntrico". Cortinas vermelhas também aparecem em cenas importantes, especificamente no apartamento de Dorothy, que desde então se tornou uma marca registrada de Lynch. O filme foi comparado a Psycho (1960), de Alfred Hitchcock, por causa de seu tratamento severo do mal e das doenças mentais. A premissa de ambos os filmes é a curiosidade, levando a uma investigação que atrai os personagens principais para um submundo do crime oculto e voyeurístico.
A estrutura temática do filme remonta a Edgar Allan Poe, Henry James e aos primeiros filmes de ficção gótica, bem como a filmes como Shadow of a Doubt (1943) e The Night of the Hunter (1955) e toda a noção de film noir. Lynch o chamou de "filme sobre coisas que estão escondidas – dentro de uma pequena cidade e dentro das pessoas".
A teórica feminista psicanalítica do cinema Laura Mulvey argumenta que Blue Velvet estabelece uma família edipiana metafórica – "a criança", Jeffrey Beaumont, e seus "pais", Frank Booth e Dorothy Vallens – por meio de referências deliberadas ao film noir. Michael Atkinson afirma que a violência resultante no filme pode ser lida como um símbolo da violência doméstica dentro de famílias reais. Ele lê Jeffrey como um jovem inocente que fica horrorizado com a violência infligida por Frank e tentado por ela como meio de possuir Dorothy para si. Atkinson adota uma abordagem freudiana do filme, considerando-o uma expressão da inocência traumatizada que caracteriza o trabalho de Lynch. Ele afirma: "Dorothy representa a força sexual da [figura] mãe porque ela é proibida e porque ela se torna o objeto dos impulsos infantis e prejudiciais que atuam no subconsciente de Jeffrey."

### Simbolismo
O simbolismo é muito usado em Blue Velvet. O simbolismo mais consistente no filme é um tema de inseto introduzido no final da primeira cena, quando a câmera dá um zoom em um gramado suburbano bem cuidado até desenterrar um ninho subterrâneo de insetos. Isso é geralmente reconhecido como uma metáfora para o submundo decadente que Jeffrey logo descobrirá sob a superfície de seu próprio paraíso suburbano. A orelha decepada que ele encontra está sendo invadida por formigas pretas. O motivo do inseto é recorrente ao longo do filme, principalmente na máscara de gás semelhante a um inseto que Frank usa e no disfarce de exterminador de Jeffrey. Um dos cúmplices de Frank também é consistentemente identificado através da jaqueta amarela que usa, possivelmente fazendo referência ao nome de um tipo de vespa. Finalmente, um tordo comendo um inseto em uma cerca torna-se tema de discussão na última cena do filme.
A orelha decepada que Jeffrey descobre também é um elemento simbólico chave, levando Jeffrey ao perigo. Na verdade, assim que os problemas de Jeffrey começam, o público é presenteado com uma sequência de pesadelo em que a câmera dá um zoom no canal da orelha decepada e em decomposição.

## Trilha sonora
A trilha sonora de Blue Velvet foi supervisionada por Angelo Badalamenti (que faz uma breve aparição como pianista no Slow Club onde Dorothy se apresenta). A trilha sonora faz uso intenso de canções pop vintage, como "Blue Velvet" de Bobby Vinton e "In Dreams" de Roy Orbison, justapostas a uma partitura orquestral inspirada em Dmitri Shostakovitch. Durante as filmagens, Lynch colocou alto-falantes no set e nas ruas e interpretou Shostakovitch para definir o clima que queria transmitir. A partitura alude à 15ª Sinfonia de Shostakovich, que Lynch ouvia regularmente enquanto escrevia o roteiro. Lynch optou originalmente por usar "Song to the Siren" de This Mortal Coil durante a cena em que Sandy e Jeffrey dançam; no entanto, ele não conseguiu obter os direitos da música na época. Ele usaria essa música em Lost Highway onze anos depois.
A Entertainment Weekly classificou a trilha sonora de Blue Velvet em sua lista das 100 Melhores Trilhas Sonoras de Filmes, na 100ª posição. O crítico John Alexander escreveu: "a trilha sonora assustadora acompanha os créditos do título e, em seguida, tece a narrativa, acentuando o clima noir do filme". Lynch trabalhou com o compositor musical Angelo Badalamenti pela primeira vez neste filme e pediu-lhe que escrevesse uma partitura que tivesse que ser "como Shostakovich, seja muito russo, mas faça a coisa mais bonita, mas faça-a sombria e um pouco um pouco assustador." O sucesso de Badalamenti com Blue Velvet o levaria a contribuir para todos os futuros longas-metragens de Lynch até Inland Empire, bem como para a série de televisão Twin Peaks. Também incluído na equipe de som estava o colaborador de longa data de Lynch, Alan Splet, um editor de som e designer que ganhou um Oscar por seu trabalho em The Black Stallion (1979) e foi indicado por Never Cry Wolf (1983).

## Mídia doméstica
Blue Velvet foi lançado em VHS pela Karl-Lorimar Home Video em 1987 e reeditado pela Warner Home Video em 1992. Depois disso, foi lançado em DVD em 1999 e 2002 pela MGM Home Entertainment. O filme estreou em Blu-ray em 8 de novembro de 2011, com uma edição especial de 25 anos apresentando cenas deletadas inéditas. Em 28 de maio de 2019, o filme foi relançado em Blu-ray pela The Criterion Collection, apresentando uma restauração digital em 4K, a trilha sonora estéreo original e outros recursos especiais, incluindo um documentário de bastidores intitulado Blue Velvet Revisited.

## Recepção

### Bilheteria
Blue Velvet estreou em competição no Festival Internacional de Cinema de Montreal em agosto de 1986 e no Festival Internacional de Cinema de Toronto em 12 de setembro de 1986, e alguns dias depois nos Estados Unidos. Estreou comercialmente em ambos os países em 19 de setembro de 1986, em 98 cinemas nos Estados Unidos. No fim de semana de estreia, o filme arrecadou um total de US$ 789.409. Eventualmente, expandiu-se para outros 15 cinemas e nos EUA e no Canadá arrecadou um total de US$ 8.551.228. Blue Velvet foi recebido com alvoroço durante a recepção do público, com filas formadas em torno de quarteirões da cidade de Nova Iorque e Los Angeles. Houve relatos de greves em massa e demandas de reembolso durante a semana de abertura. Em uma exibição em Chicago, um homem desmaiou e teve que verificar seu marca-passo. Ao terminar, ele voltou ao cinema para ver o final. Em um cinema de Los Angeles, dois estranhos se envolveram em uma discussão acalorada, mas decidiram resolver o desentendimento para voltar ao teatro.

### Recepção critica
Blue Velvet foi lançado com uma recepção muito polarizada nos Estados Unidos. Os críticos que elogiaram o filme foram muitas vezes vociferantes. A crítica do The New York Times, Janet Maslin, dirigiu muitos elogios às atuações de Hopper e Rossellini: "O Sr. Hopper e a Srta. Rossellini estão tão fora dos limites da atuação comum aqui que suas performances são melhor compreendidas em termos de pura falta de inibição; ambos se entregam inteiramente ao material, o que parece ser exatamente o que é necessário." Ela o chamou de "um clássico cult instantâneo ", concluindo que Blue Velvet "é tão fascinante quanto bizarro" e "confirma a estatura do Sr. Lynch como um inovador, um técnico excelente e alguém que é melhor não encontrar em um beco escuro".
Sheila Benson, do Los Angeles Times, chamou de "o filme mais brilhantemente perturbador que já teve suas raízes na vida de uma pequena cidade americana", descrevendo-o como "chocante, visionário, arrebatadamente controlado". O crítico de cinema Gene Siskel incluiu Blue Velvet em sua lista dos melhores filmes de 1986, em quinto lugar. Peter Travers, crítico de cinema da Rolling Stone, considerou-o o melhor filme da década de 1980 e referiu-se a ele como uma "obra-prima americana". Após seu lançamento inicial, Woody Allen e Martin Scorsese consideraram Blue Velvet o melhor filme do ano.

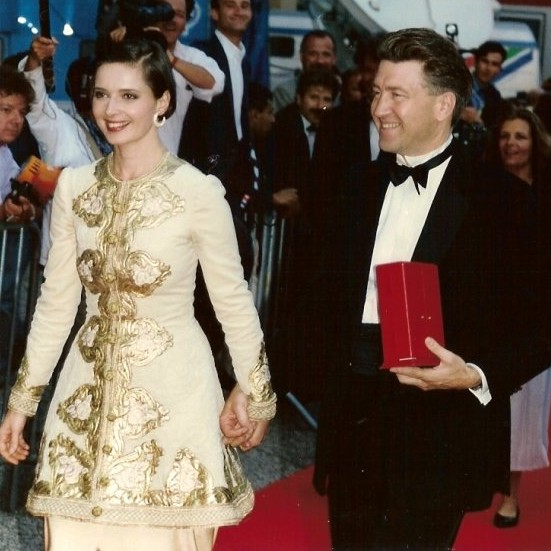
Rossellini e Lynch no Festival de Cinema de Cannes em 1990

Por outro lado, Paul Attanasio, do The Washington Post, disse que "o filme mostra um estilista visual totalmente no comando de seus talentos" e que Angelo Badalamenti "contribui com uma trilha sonora extraordinária, deslizando perfeitamente do jazz furtivo às figuras do violino e ao toque romântico de um trilha sonora clássica de Hollywood", mas afirmou que Lynch "não está interessado em se comunicar, ele está interessado em exibir sua personalidade. O filme não progride nem se aprofunda, apenas fica mais estranho e sem um bom final". Uma crítica geral dos críticos dos EUA foi a abordagem de Blue Velvet à sexualidade e à violência. Eles afirmaram que isso prejudicava a seriedade do filme como obra de arte, e alguns condenaram o filme como pornográfico. Um de seus detratores, Roger Ebert, afirmou que a grande quantidade de "sátira jocosa de cidade pequena" no filme tornou impossível levar seus temas a sério. Ebert elogiou a atuação de Rossellini como "convincente e corajosa", mas criticou a forma como ela foi retratada no filme, chegando a acusar David Lynch de misoginia: "degradada, esbofeteada, humilhada e despida na frente das câmeras. E quando você pede a uma atriz para suportar essas experiências, você deve cumprir sua parte do acordo, colocando-a em um filme importante." Embora Ebert nos últimos anos tenha considerado Lynch um grande cineasta, sua visão negativa de Blue Velvet permaneceu inalterada depois que ele o revisitou no século XXI.
O filme é hoje amplamente considerado uma obra-prima e tem uma pontuação de 95% no Rotten Tomatoes com base em 80 críticas com uma classificação média de 8,8/10. O consenso crítico do site afirma: "Se o público se afastar deste choque subversivo e surreal sem compreender totalmente a história, eles também poderão sair com uma percepção mais profunda do potencial da narrativa cinematográfica." O filme também tem uma pontuação de 76 em 100 no Metacritic com base em 15 críticos, indicando "críticas geralmente favoráveis". Relembrando sua crítica do Guardian/Observer, o crítico Philip French escreveu: "O filme está se saindo bem e atingiu um status clássico sem se tornar respeitável ou perder seu senso de perigo."
Mark Kermode abandonou o filme e deu uma crítica negativa ao filme após seu lançamento, mas revisou sua visão do filme ao longo do tempo. Em 2016, ele comentou, "como crítico de cinema, me ensinou que, quando um filme realmente te irrita e realmente provoca uma reação visceral, é preciso ter muito cuidado ao avaliá-lo... Eu não abandonei Blue Velvet porque era um filme ruim, eu desisti porque era um filme muito bom".

### Prêmios e indicações
Lynch foi indicado ao Oscar de melhor diretor por seu trabalho no filme. Dennis Hopper foi indicado ao Globo de Ouro de melhor ator coadjuvante em cinema por sua atuação no filme. Isabella Rossellini ganhou o Independent Spirit de melhor atriz por sua atuação no filme. David Lynch e Dennis Hopper ganharam o prêmio da Associação de Críticos de Cinema de Los Angeles em 1987 nas categorias de melhor diretor e melhor ator coadjuvante respectivamente. Em 1987, a Sociedade Nacional de Críticos de Cinema concedeu os prêmios de melhor filme, melhor diretor (David Lynch), melhor fotografia (Frederick Elmes) e melhor ator coadjuvante (Dennis Hopper).
Oscar 1987 (EUA)
- Indicado na categoria de melhor diretor.

Festival International du Film Fantastique d'Avoriaz 1987 (França)
- Recebeu o grande prêmio.

Globo de Ouro 1987 (EUA)
- Indicado na categoria de melhor atuação de ator coadjuvante em cinema (Dennis Hopper) e melhor roteiro de cinema.

Independent Spirit Awards 1987 (EUA)
- Venceu na categoria de melhor atriz protagonista (Isabella Rossellini).

## Legado
Embora inicialmente tenha conquistado um público teatral relativamente pequeno na América do Norte e tenha sido recebido com controvérsia sobre seu mérito artístico, Blue Velvet logo se tornou o centro de uma "tempestade nacional" em 1986, e com o tempo tornou-se considerado um clássico americano. No final da década de 1980 e início da década de 1990, após seu lançamento em videoteipe, o filme tornou-se um filme cult amplamente reconhecido, por sua representação sombria de uma América suburbana. Com seus muitos lançamentos em VHS, LaserDisc e DVD, o filme alcançou um público americano mais amplo. Marcou a entrada de David Lynch no mainstream de Hollywood e o retorno de Dennis Hopper. A atuação de Hopper como Frank Booth deixou uma marca na cultura popular, com inúmeras homenagens, referências culturais e paródias. O sucesso do filme também ajudou Hollywood a resolver questões anteriormente censuradas, como fez Psycho (1960). Blue Velvet tem sido frequentemente comparado a esse filme inovador. Tornou-se um dos filmes mais significativos e reconhecidos de sua época, gerando inúmeras imitações e paródias na mídia. O design de produção sombrio, elegante e erótico do filme serviu de referência para uma série de filmes, paródias e até mesmo para os trabalhos posteriores de Lynch, notadamente Twin Peaks (1990-91) e Mulholland Drive (2001). Peter Travers, da revista Rolling Stone, citou-o como um dos "filmes americanos mais influentes", assim como Michael Atkinson, que dedicou um livro aos temas e motivos do filme.
Blue Velvet agora aparece frequentemente em várias avaliações críticas de grandes filmes de todos os tempos, também classificado como um dos maiores filmes da década de 1980, um dos melhores exemplos do surrealismo americano e um dos melhores exemplos do trabalho de David Lynch. Em uma pesquisa com 54 críticos americanos classificando os "filmes mais destacados da década", Blue Velvet ficou em quarto lugar, atrás de Raging Bull (1980), E.T. the Extra-Terrestrial (1982) e Der Himmel über Berlin (1987). Um livro especial da Entertainment Weekly lançado em 1999 classificou Blue Velvet em 37º lugar entre os melhores filmes de todos os tempos. O filme foi classificado pelo The Guardian em sua lista dos 100 Maiores Filmes. A Film4 também classificou-o em sua lista dos 100 Melhores Filmes. Em uma pesquisa de 2007 da comunidade cinematográfica online realizada pela Variety, Blue Velvet ficou como o 95º melhor filme de todos os tempos. A Total Film classificou-o como um dos melhores filmes de todos os tempos, tanto na lista da crítica quanto em uma votação pública, em 2006 e 2007, respectivamente. Em dezembro de 2002, uma pesquisa de críticos de cinema do Reino Unido na Sight & Sound classificou o filme em quinto lugar na lista dos 10 melhores filmes dos últimos 25 anos. Em uma edição especial da Entertainment Weekly, 100 novos clássicos do cinema foram escolhidos de 1983 a 2008, e Blue Velvet ficou em quarto lugar.
Além das várias classificações de "maiores filmes de todos os tempos", o American Film Institute concedeu ao filme três prêmios em suas listas: 96º em 100 Years...100 Thrills em 2001, selecionando os momentos mais emocionantes do cinema e classificando-o Frank Booth 36º dos 50 maiores vilões em 100 Years...100 Heroes and Villains em 2003. Em junho de 2008, a AFI revelou seus "dez melhores", os dez melhores filmes em dez gêneros "clássicos" do cinema americano, após votação mais de 1.500 pessoas da comunidade criativa. Blue Velvet foi reconhecido como o oitavo melhor filme do gênero mistério. A revista Première listou Frank Booth, interpretado por Dennis Hopper, como o 54º em sua lista dos '100 maiores personagens de filmes de todos os tempos', chamando-o de uma das "criações mais monstruosamente engraçadas da história do cinema". O filme ficou em 84º lugar no programa de quatro horas da Bravo Television, 100 Scariest Movie Moments (2004). É frequentemente sampleado musicalmente e uma série de bandas e artistas solo tiraram seus nomes e inspiração do filme. Em agosto de 2012, a Sight & Sound revelou sua lista mais recente dos 250 maiores filmes de todos os tempos, com Blue Velvet classificado em 69º.
Inspirada no filme, a cantora pop Lana Del Rey gravou uma versão cover de "Blue Velvet" em 2012. Usado para endossar a linha de roupas H&M, um videoclipe acompanhou a faixa e foi ao ar como comercial de televisão. Ambientado na América do pós-guerra, o vídeo atraiu influência de Lynch e Blue Velvet. No vídeo, Del Rey desempenha o papel de Dorothy Vallens, realizando um concerto privado semelhante à cena em que Ben (Dean Stockwell) faz a sincronia labial de "In Dreams" para Frank Booth. A versão de Del Rey, no entanto, tem sua dublagem de "Blue Velvet" quando uma pequena pessoa vestida como Frank Sinatra se aproxima e desliga uma vitrola escondida, revelando Del Rey como uma fraude. Quando Lynch ouviu falar do videoclipe, ele o elogiou, dizendo ao Artinfo: "Lana Del Rey, ela tem um carisma fantástico e – isso é uma coisa muito interessante – é como se ela tivesse nascido de outra época. Ela tem algo que é muito atraente para as pessoas. E eu não sabia que ela era influenciada por mim!"